# Corrie Winkel
Kornelia Winkel, detta Corrie (Groninga, 26 febbraio 1944), è un'ex nuotatrice olandese.

## Carriera
Ha fatto parte della staffetta 4x100m misti che ha vinto la medaglia d'argento alle Olimpiadi di Tokyo 1964.

## Palmarès
- Giochi olimpici

Tokyo 1964: argento nella 4x100m misti.
- Europei

Lipsia 1962: argento nei 100m dorso.